# El día que me convertí en mujer
El día que me convertí en mujer (en Persa: روزی که زن شدم - Roozi ke zan shodam; en inglés The day I became a woman) es una película dramática iraní, del año 2000, dirigida por Marzieh Meshkini. Narra tres historias, cada una de las cuales describe una etapa diferente en la vida de las mujeres iraníes. Se estrenó en el Festival de Cine de Venecia de 2000 y ganó varios premios.

## Sinopsis
La película cuenta tres historias interconectadas sobre mujeres que luchan por su identidad en Irán. A Hava, en su noveno cumpleaños, su madre y su abuela le dicen que se ha convertido en mujer. Ya no puede jugar con su mejor amigo, un niño, y debe llevar chador fuera de casa. Al enterarse de que nació a mediodía, las convence de que sigue siendo una niña hasta ese momento. Un palo clavado en el suelo marcará la hora, ya que la sombra del mediodía se alineará con el palo. La película sigue sus actividades mientras intenta aprovechar al máximo su última hora de infancia.
Ahoo es una mujer casada que participa en una carrera ciclista femenina. En cabeza de la carrera, Ahoo es adelantada por su marido a caballo. Él intenta convencerla para que deje de montar en bicicleta y vuelva a casa, y la amenaza con el divorcio. Cuando Ahoo continúa desafiante, su marido trae a un mulá que los divorcia. Más tarde, los jefes tribales y los miembros masculinos de la familia vienen a detener a Ahoo en su intento de escapar de las restricciones sociales que supone ser mujer.
Hoora es una viuda anciana que acaba de heredar una gran cantidad de dinero. Decide comprar todo lo que quería pero no pudo tener mientras estuvo casada. Se ata cuerdas a los dedos para recordar lo que tiene que comprar y contrata a varios chicos jóvenes para que la ayuden a llevar los artículos, incluidos muebles y electrodomésticos. La llevan a ella y sus nuevas pertenencias a la playa. Mientras flota hacia un barco que la espera, aparentemente libre de las ataduras de la feminidad, es observada por dos de las jóvenes de la carrera de bicicletas y Hava, ahora vistiendo su chador.

## Reparto
- Fatemeh Cherag Akhar como Hava
- Hassan Nebhan como Hassan
- Shahr Banou Sisizadeh como madre
- Ameneh Passand como abuela
- Shabnam Tolouei como Ahoo
- Sirous Kahvarinegad como esposo
- Mahram Zeinal Zadeh como Osmann
- Norieh Mahigiran como ciclista rival
- Azizeh Sedighi como Hoora
- Badr Iravani como niño

## Producción
La película fue coescrita por la directora Marzieh Meshkini, a partir de un guion de su marido Mohsen Makhmalbaf. La película se filmó en la isla de Kish, en la provincia de Hormozgān, en el sur de Irán. Makhmalbaf estaba en la isla al mismo tiempo, filmando Testing Democracy. Meshkini ha declarado que, como mujer cineasta, le resultó especialmente difícil rodar una película en Irán, ya que tuvo que demostrar sus habilidades al reparto y al equipo antes de ser aceptada por ellos.

## Distribución y recepción
El día que me convertí en mujer se estrenó en el Festival de Cine de Venecia de 2000. La película se proyectó en varios festivales, entre ellos el Festival Internacional de Cine de Toronto, el Festival de Cine de Londres y el Festival de Nuevos Directores/Nuevas Películas de Nueva York. Se estrenó de forma limitada en los cines estadounidenses el 6 de abril de 2001. Tras su estreno en Irán, la película fue prohibida temporalmente.
La película ganó tres premios en el Festival de Cine de Venecia, el Festival Internacional de Cine de Toronto, el Festival de Cine de Tesalónica, el Festival Internacional de Cine de Busan, el Festival de Cine del Sur de Oslo y el Festival Internacional de Cine de Chicago.
La respuesta de la crítica a la película fue en general positiva. La web de crítica cinematográfica Rotten Tomatoes le otorgó una puntuación del 88% basada en 59 reseñas y  Metacritic, del 84% sobre 24. En el New York Times, Stephen Holden la calificó de asombrosa película y un debut como directora sorprendente y afirmó que el hecho de no explorar los antecedentes y motivos de los personajes hace que la película sea enigmática. Roger Ebert afirmó que las tres historias carecen de la confusión psicológica de las películas occidentales, describiendo este hecho como una fortaleza. En el Boston Phoenix, Chris Fujiwara dijo que la película era en gran medida un éxito, describiendo el segundo segmento como el punto culminante y calificando la historia final de decepcionante. En The New Yorker, Michael Sragow calificó a la película  como una realización cinematográfica feroz e inspirada. Varios críticos la describieron como felliniesca.